# ФК Бротњо
ХНК Бротњо је фудбалски клуб из западнохерцеговачког места Читлука у Босни и Херцеговини. Клуб се тренутно такмичи у Другој лиги ФБиХ југ. Своје утакмице игра на стадиону Баре који може примити 7.8000 гледалаца. Име „Бротњо” долази од историјског имена за читлучки крај.
Највећи клупски успех је постигнут 2000. године, када је Бротњо победио у доигравању за првака БиХ. То је био једина титула првака овог клуба. Исти им је осигурао учешће у фудбалској Лиги шампиона, односно учествовање у првом кругу. Годину касније, играо је у квалификацијама за такмичење Купу УЕФА.

## Успеси клуба
- Премијер лига Босне и Херцеговине у фудбалу

Првак (1)
2000
- Куп Херцег-Босне

1999

## НК Бротњо у европским такмичењима
| Сезона  | Такмичење     | Ранг       | Земља      | Клуб            | Резултат |
| ------- | ------------- | ---------- | ---------- | --------------- | -------- |
| 2000/01 | Лига шампиона | 1 коло кв. | Литванија  | Жалгирис Каунас | 0-4, 3-0 |
| 2001/02 | УЕФА куп      | 1 коло кв. | Норвешка   | Викинг          | 0-1, 1-1 |
| 2002    | Интертото куп | 1 коло     | Швајцарска | Цирих           | 0-7, 2-1 |

## Биланс НК Бротњо на вечној табели клубова уПремијер лиги БиХод њеног оснивања 2002/03
| Плас. | Тим                            | Број сезона | ИГ | Д  | Н  | ИЗ | ГД | ГП  | Бод |
| ----- | ------------------------------ | ----------- | -- | -- | -- | -- | -- | --- | --- |
| 20    | НК Бротњо Читлук (Херцеговина) | 02          | 68 | 19 | 14 | 35 | 76 | 111 | 71  |